# Manětín
Manětín är en stad i Tjeckien.   Den ligger i regionen Plzeň, i den västra delen av landet, 90 km väster om huvudstaden Prag. Manětín ligger 412 meter över havet och antalet invånare är 1 240.
Terrängen runt Manětín är platt österut, men västerut är den kuperad. Manětín ligger nere i en dal. Runt Manětín är det ganska glesbefolkat, med 22 invånare per kvadratkilometer. Närmaste större samhälle är Horní Bříza, 19,0 km sydost om Manětín. I omgivningarna runt Manětín växer i huvudsak blandskog.